# Złote Wrótka
Złote Wrótka (słow. Zlaté vrátka) – przełęcz położona na wysokości ok. 2100 m w północno-wschodniej grani Małego Kieżmarskiego Szczytu w słowackiej części Tatr Wysokich, opadającej w kierunku Rakuskiej Przełęczy. Oddziela od siebie Kieżmarską Kopę na południowym zachodzie i Złotą Czubę na północnym wschodzie. Znajduje się tuż poniżej wierzchołka Złotej Czuby.
Na północ ze Złotych Wrótek opada w kierunku Doliny Zielonej Kieżmarskiej wybitny żleb, wcinający się w górnej części pomiędzy północno-wschodnią ścianę Kieżmarskiej Kopy a północno-wschodnią grzędę Złotej Czuby. Na drugą stronę grani do Świstówki Huncowskiej – górnego piętra Doliny Huncowskiej – z przełęczy spada piarżyste zbocze.
Na Złote Wrótka nie prowadzą żadne szlaki turystyczne. Najdogodniejsza droga dla taterników prowadzi na siodło od Rakuskiej Przełęczy, omijając wierzchołek Złotej Czuby po stronie Doliny Huncowskiej. Łatwe jest też dojście ze Świstówki Huncowskiej i od Niżniej Kieżmarskiej Przełęczy, nieco trudniejsze dotarcie Złotą Ławką i dalej żlebem z Doliny Zielonej Kieżmarskiej.
Pierwsze wejścia na przełęcz miały miejsce przy przechodzeniu północno-wschodniej grani Małego Kieżmarskiego Szczytu.
Nazwy Złotych Wrótek i innych okolicznych obiektów wiążą się z poszukiwaniem złota w Miedzianych Ławkach przez rodzinę Fabri z Kieżmarku.